# Avvoltoio (torpediniera 1888)
La Regia Nave Avvoltoio è stata una torpediniera della Regia Marina italiana in servizio tra il 1888 e il 1914, poi trasformata in pirobarca per la difesa locale della laguna di Venezia nel corso della prima guerra mondiale.

## Storia
La torpediniera avviso di 1ª classe Avvoltoio, seconda unità a portare questo nome, fu costruita presso il cantiere navale Schichau di Elbing. L'unità fu impostata il 5 febbraio 1888, varata il 9 luglio 1888 ed entrò in servizio il 27 settembre 1888. Con un dislocamento in carico normale di 139 tonnellate e a pieno carico di 168,57 tonnellate, era lunga 47,62 m fuori tutto, larga 5,11 m e con un pescaggio a poppa di 2,20 m. La dotazione di combustibile era pari a 34 tonnellate di carbone.
Iscritta nel Quadro del naviglio della Regia Marina il 13 maggio 1888 e, fu trasferita a La Spezia dal personale di cantiere tedesco, e lì entrò in armamento il 27 settembre 1888.
Il 1 ottobre fu assegnata alla Forza navale permanente; il 12 ottobre si trovava a Gaeta e poi prese parte alla rivista navale in onore del Kaiser Guglielmo II, tenutasi a Napoli il 17 ottobre. Il 21 ottobre entrava in servizio nella 2ª Divisione della Squadra permanente e con essa rientrò a La Spezia il 27 novembre. Il 26 agosto 1889 fu assegnata alla Squadriglia torpediniere-avviso, e il giorno dopo alla Maddalena urtò su una secca danneggiando il timone. L'8 settembre fu rimorchiata a La Spezia dalla nave posacavi Città di Milano. Il 1 ottobre 1890 fu posta in posizione di riserva a La Spezia, e dal 1 luglio 1891 fu posta in disponibilità.
Nel 1892 la Avvoltoio fu assegnata alla difesa mobile di La Spezia, dove il 1 luglio passò in posizione di riserva per essere usata della scuola macchinisti ritornando in disponibilità. il 10 ottobre dello stesso anno. Il 21 luglio 1893 rientrò in servizio per partecipare alle esercitazioni navali. Dal 16 settembre al 25 novembre prestò servizio nella 1ª Divisione della Squadra permanente. Dal 16 dicembre ritornò alla Flottiglia torpediniere a La Spezia. Il 25 agosto 1894 la torpediniera venne assegnata alla Squadra di riserva, e il 13 settembre successivo urtò uno scoglio davanti a Levanto e fu portata a rimorchio in cantiere a La Spezia per eseguire i lavori di riparazione. Il 17 giugno 1895 la nave venne messa in disponibilità per ritornare in posizione di riserva l'11 novembre.
Il 12 febbraio 1896, in servizio presso la 1ª Squadriglia della Squadra di riserva con la quale, ritornando in armamento, il 21 luglio fu trasferita nella Squadra di manovra. Il 1 ottobre la Squadriglia passò alla Squadra attiva con la quale nel 1897 andò in Egeo per la crisi di Creta. Il 25 maggio 1897 la torpediniera venne messa in disponibilità a La Spezia.
Il 1 ottobre 1898 fu assegnata alla Squadriglia di Civitavecchia in armamento ridotto. Dal 26 luglio prestò servizio nella Squadra attiva, e dal 1 settembre nella Squadra esercitazioni. Il 16 ottobre si trovava ancora a Civitavecchia, e nel giugno 1900 era in disarmo a La Spezia.
Dal 16 febbraio 1901 la Avvoltoio alternò periodi di servizio attivo ad altri di riserva, partecipando ad esercitazioni, assegnata alla scuola macchinisti ed effettuando servizi di rappresentanza e servizio postale con le isole.
Il 21 aprile 1908 la torpediniera salpò da Spezia per raggiungere le altre unità della sua classe a Venezia, dove entrò in servizio nel Gruppo T. Il 12 giugno 1911, durante una esercitazione, investì in pieno centro la torpediniera Pellicano, provocandole un ampio squarcio e riportando una vistosa deformazione delle strutture prodiere. 
Dal 6 novembre al 27 dicembre 1911 prestò servizio a Messina per poi rientrare a Venezia nel luglio 1912, assegnata alla Scuola meccanici sino al 20 giugno 1914. Radiata il 5 luglio dello stesso anno fu convertita in pirobarca per il servizio lagunare, assumendo la sigla P.E. 70. Il 26 giugno 1915 si distinse nel salvataggio dell'equipaggio della torpediniera 5 PN, affondata dal sommergibile austro-ungarico U-10 davanti al Lido di Venezia.